# شرتشتاکن
شرتشتاکن (به آلمانی: Schretstaken) یک شهر در آلمان است که در هرتسوگتوم لاونبورگ واقع شده‌است. شرتشتاکن ۵۰۵ نفر جمعیت دارد.